# Hedvig Charlotta Nordenflycht

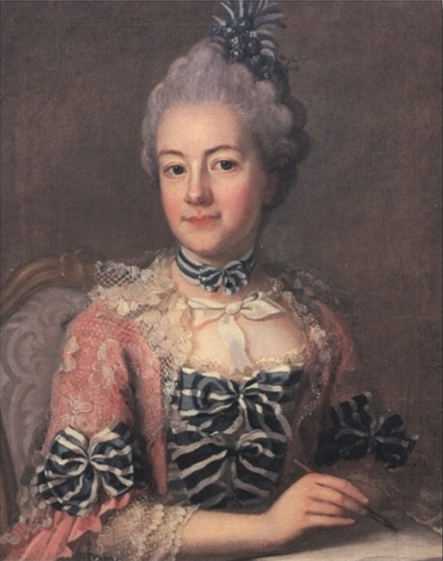
Retrato de Hedwig C. Nordenflycht por Ulrika Pasch

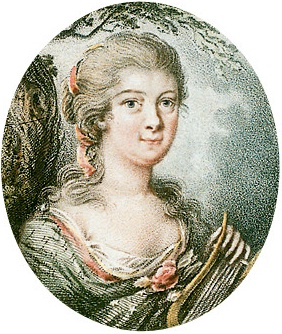
Hedvig Nordenflycht, calcografía de Johan Fredrik Martin.

Hedvig Charlotta Nordenflycht (Estocolmo, 28 de noviembre de 1718-Lugnet, 29 de junio de 1763) fue una poetisa y salonnière sueca de la Ilustración, y una de las primeras féminas de su país en lograr vivir de la pluma. Su compromiso en favor de los derechos de las mujeres le ha valido ser considerada una de las primeras feministas suecas. 

## Biografía
Era la más joven de los cinco hijos del rico funcionario Anders Andersson Nordbohm  (1675-1734), un contable de profesión que fue ennoblecido como Nordenflycht en 1727, y de Christina Rosin. Creció en Estocolmo hasta que, habiéndose jubilado su padre, marchó a vivir en 1731 la residencia familiar de Viby, en el condado de Uppsala. Se casó en 1734 con el profesor de su hermano, Johan Tideman, del que enviudó tres años más tarde. Fue un matrimonio sin amor, concertado por su padre, pese a lo cual ella quedó profundamente afectada por la inteligencia de su marido, un firme luterano, pero ilustrado y adepto de la filosofía de Christian Wolff que no llegó a compartir ni su racionalismo ni su escepticismo, hasta el punto de negar haberlo querido nunca; además Tideman no era nada agraciado físicamente. Desde niña había sido una voraz lectora; aprendió latín y alemán y, aunque se formó de forma bastante autodidacta, su erudición iba bastante lejos de lo común.
Nordenflycht se volvió a casar, esta vez por amor, con un clérigo pobre, Jacob Fabricius, que había sido su maestro de francés. Entonces escribió la colección poética Cronstedtska poemboken, un regalo para su amiga la condesa Margaretha Beata Cronstedt, y se instaló con su marido en Karlskrona cuando este fue nombrado allí capellán del Almirantazgo; pero este falleció también tras nueve meses de un matrimonio tan breve como feliz. Dos veces viuda y muy deprimida, la joven se instaló en una pequeña casa en la isla de Lidingö, en el archipiélago de Estocolmo; allí escribió su primera colección de poemas, Den sörgande Turtur-dufvan ("Lamento de una tórtola desolada"), que describía su desconsuelo por su amor perdido. Alcanzó un gran éxito cuando se publicó en 1743. 
Terminado el periodo de luto, volvió a Estocolmo. Sin embargo, su situación económica no era la mejor a causa de que sus hermanos habían dilapidado la herencia paterna y de que su difunto marido no le había legado gran cosa a causa de su pobreza. En 1742 logró publica empero Svenska fruntimrets klagan ("El Lamento de la Mujer Sueca"), un poema sobre la reina Ulrica Leonor de Suecia. El mismo año ella solicitó una pensión del almirantazgo a que tenía derecho como viuda de Fabricius y su solicitud le fue concedida al año siguiente por intervención expresa del rey, que admiraba su talento poético. Ella escribió poemas para la casa real en varias ocasiones y en 1747 se le concedió un pequeño subsidio por parte de la princesa Luisa Ulrica de Prusia. Con esto, con la protección de sus amigos nobles y con su trabajo literario consiguió mantenerse decentemente.
Durante toda su carrera poética se interesó estrechamente en los debates políticos y religiosos de su tiempo, denunciando la opresión de las mujeres y su derecho a la educación. Tras haber perdido ella y su madre su casa en un incendio que afligió las barriadas norteñas de Estocolmo en 1751, el estado le concedió en ese mismo año una generosa pensión vitalicia de 600 coronas anuales que hubiera bastado para una vida cómoda el resto de sus días. Fuertemente influida por la Ilustración francesa, participó en la introducción de este pensamiento en su país en el seno de la sociedad Tankebyggarorden (Orden de los Constructores del Pensamiento, 1753–1763), primer grupo ilustrado de Estocolmo, donde alcanzó a ser conocida por el sobrenombre de "Urania" y "La pastora del Norte". Fundó además el primer salón literario sueco, en el que participaron los poetas Gustaf Philip Creutz y Gustaf Fredrik Gyllenborg. Mantuvo además correspondencia con destacados literatos europeos, como los suizos Albrecht von Haller y Gessner, el noruego Ludvig Holberg y el francés Fontenelle. Pero su fin había de ser trágico. En sus últimos poemas, redactados entre 1762 y 1763, se describe la pasión por el joven economista Johan Fischerström, de veinte años, y el triángulo amoroso que estos formaron con la condesa Catherine Charlotte De la Gardie; de esta penosa situación habría intentado salir suicidándose en un lago cercano a su casa en Lugnet, según afirmó un editor de su obra en el siglo XIX; no lo logró, pero el enfriamiento que le causó la hizo enfermar gravemente, y falleció, aunque al parecer ya padecía entonces otra seria enfermedad, cáncer.
Además de las obras citadas, se le debe Ideas sobre cómo emplear la poesía, Juegos del pensamiento de una mujer, por una pastora del Norte, Suecia salvada, Defensa de las mujeres (contra las ideas machistas de Jean-Jacques Rousseau); Cantos poéticos religiosos, La soledad, La calma, Ensayo de una Caroliada (poema en honor de Carlos X Gustavo de Suecia), etc. Sus Obras completas las publicó P. Hansell (Estocolmo, 1852).